# Giovanni Battista da Sangallo
Giovanni Battista da Sangallo, italijanski arhitekt, * 1496, † 1548.